# Burzum
Burzum ([bʉrtsʉm] en noruec) és el projecte musical del músic noruec Varg Vikernes. Vikernes va començar a fer música el 1988, però no va ser fins al 1991 que no va gravar la primera demo com a Burzum. La paraula 'burzum' vol dir 'foscor' en llengua negra, una llengua fictícia creada per J. R. R. Tolkien a El senyor dels anells.
Aquest projecte va pertànyer a la primera escena de black metal noruec i és un dels més influents en aquest gènere. Vikernes va gravar els primers quatre àlbums entre el gener de 1992 i el març de 1993. El maig de 1994 Vikernes va ser sentenciat a 21 anys de presó per l'assassinat d'Øystein 'Euronymous' Aarseth, guitarrista de Mayhem, i per haver cremat tres esglésies.
A la presó, Vikernes va gravar dos àlbums de dark ambient fent servir només sintetitzadors, atès que no tenia accés a altres instruments. Des que va sortir de la presó el 2009, Vikernes ha continuat gravant discos de black metal i de dark ambient.
Tot i que Vikernes és conegut per les seves idees polítiques, no fa servir Burzum per promoure-les. Burzum no ha tocat mai en directe i Vikernes ha manifestat que no té intenció de fer-ho.

## Trajectòria

### Primers anys (1988–1992)
Vikernes va començar a fer música el 1988 amb la banda Kalashnikov. L'any següent va canviar el nom a Uruk-Hai, nom d'unes criatures que apareixen a El senyor dels anells. Entre 1990 i 1991, Vikernes va tovar la guitarra a la banda de death metal Old Funeral, en què també hi havia membres que més endavant van formar part del grup noruec Immortal. Vikernes va abandonar Ol Funeral per concentrar-se en els seus projectes: primer amb el grup Satanel, que va durar poc, i amb el membre d'Immortal Abbath Doom Occulta; tot seguit, amb Burzum, el seu projecte personal. Després de les dues primeres demos, Burzum va entrar en l'escena noruega de black metal i va cridar l'atenció d'Øystein "Euronymous" Aarseth, de Mayhem, que havia creat feia poc la discogràfica Deathlike Silence Productions, per la qual va fitxar. Amb Deathlike Silence va començar a gravar el seu disc debut, titulat Burzum. Segons el que el mateix Vikernes diu al seu web, va mirar de gravar el disc en les pitjors condicions de qualitat possibles per assemblar-se al so típic d'aquella escena de black metal, però sempre intentant que sonés de manera acceptable. Burzum va sortir a la venda el 1992 i va ser el segon àlbum de la discogràfica. En la cançó "War' d'aquest àlbum hi participa Euronymous tocant un solo de guitarra "només com a divertiment", segons Vikernes.
Vikernes sempre ha dit que no ha tocat mai en directe amb Burzum, tot i que en algun moment en devia estar interessat, atès que Samoth de la banda Emperor es va unir a Burzum com a baixista, malgrat que només apareix a l'EP Aske. Erik Lancelot, d'altra banda, que podria haver-hi tocat la bateria, va ser acomiadat i no en va gravar res. Vikernes va perdre aleshores l'interès pels directes i va decidir no fer servir músics per a l'estudi.
El segon disc de Burzum, Det som engang var, es va publicar el 1993, tot i que s'havia gravat l'any anterior.

### Empresonament (1993–2009)
El tercer àlbum de Burzum, Hvis lyset tar oss, es va publicar el 15 de maig de 1994 amb material enregistrat el 1992. Burzum va continuar com a projecte solitari fins al 1994, en què Vikernes va ser condemnat per assassinat i crema d'esglésies. Durant l'estada a presó Vikernes va publicar Filosofem l'1 de gener de 1996, tot i que s'havia gravat durant el març del 93. Aquest disc va ser el darrer que va poder gravar abans d'anar a presó. El 1995 es va publicar la compilació Burzum / Aske, amb cançons del disc Burzum i de l'EP Aske. Dins la presó va aconseguir publicar dos àlbums de dark ambient, Dauði Baldrs (1997) i Hliðskjálf (1999).
L'any 1998 es van reeditar tots els discos de Burzum i es van publicar en vinil en una caixa especial amb el nom de 1992–1997. En tot cas, Filosofem no contenia la cançó "Rundtgåing av den transcendentale egenhetens støtte" a causa de la seva durada excessiva.

### Sortida de la presó (2009–present)
Poc després de ser alliberat, Vikernes va començar a escriure nous temes per a un nou àlbum; 9 cançons eren de black metal, i la intro i l'outro, d'ambient. Diverses discogràfiques es van interessar pel projecte, però Vikernes va declarar que necessitava temps per fer el disc com ell volia. El disc s'havia de titular originàriament Den hvite guden ("El déu blanc"), però finalment el va anomenar Belus. Va ser publicat per Byelobog Productions (byelobog és la transliteració de "белобог" en les llengües eslaves i vol dir "déu blanc") el 8 de març de 2010. El 2010 també es va anunciar que s'estrenaria una pel·lícula basada en la vida de Vikernes de principis dels 90, un film que va inspirar el llibre del mateix títol, Lords of Chaos. Vikernes va expressar el seu rebuig envers tots dos projectes.
Fallen és en nou àlbum amb material nou de Burzum, publicat el 7 de març del 2011, en la línia de Belus. El 29 de novembre del mateix any va publicar la compilació From the Depths of Darkness, amb regravacions de cançons dels discos Burzum i Det som engang var. Umskiptar, publicat el maig del 2012, va ser el següent disc d'estudi amb material nou. Sôl austan, Mâni vestan ("Est del Sol, oest de la Lluna") és el primer disc electrònic de Burzum des de 1999 i es va publicar tot just un any després de l'anterior. El 2 de juny del 2014 Burzum va publicar el darrer disc fins avui, The Ways of Yore, que segueix la línia de l'anterior. Durant el 2015 ha publicat dos singles fins a l'agost.

## Estil musical
La música de Burzum comparteix la majoria de característiques del black metal, incloent-hi riffs distorsionats, veus esqueixades i l'ús de tècniques de blast beat en la bateria. La qualitat de producció dels primers àlbums de Burzum era molt pobra, i ha millorat molt després de la sortida de la presó. Al començament, Burzum estava molt influït per Tolkien; per exemple, el primer malnom de Vikernes era "Count Grishnackh", procedent del nom d'un orc anomenat Grishnákh que apareix en l'obra de Tolkien. La mateixa paraula 'burzum' pertany a la llengua de Mordor, vol dir "foscor" i apareix a l'anell únic d'El senyor dels anells.
Musicalment, Burzum ha progressat des del black metal cap a la música ambiental inspirada en la música clàssica europea, i es caracteritza per tendències minimalistes i atmosferes obscures. La música de Vikernes es caracteritza per repeticions hipnòtiques en cançons amb estructures simples però profundes, un so present tant als àlbums de black metal com als electrònics.
Vikernes ha descrit Burzum com una mena de recreació d'un món imaginari comunicat amb la història pagana, en què cada nou àlbum és un nou "encanteri" en si mateix i en què cada nova cançó és un intent de fer a l'oïdor més susceptible a la "màgia"; la successió de cançons és un intent d'inspirar un estat de trànsit mental per dur l'oient a un món de fantasia. Vikernes ha manifestat que aquest intent d'evasió prové de la insatisfacció amb el món real, un missatge que ja es pot veure en la cançó "Feeble Screams from Forests Unknown", del primer àlbum.

## Discografia
Discografia completa de Burzum:
Discos principals
| Títol                   | Gravat                 | Publicat     | Notes           |
| ----------------------- | ---------------------- | ------------ | --------------- |
| Burzum                  | Gener 1992             | Març 1992    |                 |
| Det som engang var      | Abril 1992             | Agost 1993   |                 |
| Hvis lyset tar oss      | Setembre 1992          | Abril 1994   |                 |
| Filosofem               | Març 1993              | Gener 1996   |                 |
| Dauði Baldrs            | 1994–1995 (a la presó) | Octubre 1997 | Dark ambient    |
| Hliðskjálf              | 1998 (a la presó)      | Abril 1999   | Neofolk/ambient |
| Belus                   | 2009–2010              | Març 2010    |                 |
| Fallen                  | 2010                   | Març 2011    |                 |
| Umskiptar               | Setembre 2011          | Maig 2012    |                 |
| Sôl austan, Mâni vestan | 2012                   | Maig 2013    | Dark ambient    |
| The Ways of Yore        | 2013–2014              | Juny 2014    | Dark ambient    |

EPs
- Aske (1993)

Demos/promos
- Reh/Demo '91 (1991)
- Burzum Promo (1992)

Vídeos de música
- Dunkelheit (1996)

Recopilacions
- Burzum / Aske (1995)
- 1992–1997 (1998)
- Anthology (2002) (bootleg)
- Draugen – Rarities (2005) (bootleg)
- Anthology (2008)
- From the Depths of Darkness (2011)
- Thulêan Mysteries (2020)

Altres contribucions
- Presumed Guilty (1998) (hi participa amb "Et hvitt lys over skogen")
- Gummo soundtrack (1998) (hi contribueix amb "Rundtgång Av Den Transcendentale Egenhetens Støtte")
- Fenriz Presents... The Best of Old-School Black Metal (2004) (hi contribueix amb "Ea, Lord of the Depths")

Homenatges a Burzum
- Visions: A Tribute to Burzum (2002)
- A Man, a Band, a Symbol (2003)
- Wotan mit uns! (2003)
- The Tribute (2005)
- Burzum Tribute Attakk (2005)
- Triumph und Wille (2006)
- Lost Freedom (2007)
- A Hungarian Tribute to Burzum: Life Has New Meaning (2008)
- Tribute to Burzum: When the Night Falls – Bethlehem Struluckt (2009)
- A Tribute to Varg Vikernes: Born to Be White (2010)
- Forsvunnet Filosofem: A Tribute to Burzum (2012)

## Components
- Varg Vikernes: vocalista, lletrista, guitarra rítmica i guitarra solista, baix, bateria i sintetitzador (1991–present)

Col·laboradors
- Samoth (Tomas Haugen): baixista a Aske (1992)
- Euronymous (Øystein Aarseth): solo de guitarra a "War", gong a "Dungeons of Darkness" (de l'àlbum Burzum)